# Королевский гусарский полк
Королевский гусарский полк (собственный принца Уэльского) (англ. Royal Hussars (Prince of Wales's Own)) — кавалерийский полк британской армии. Он был сформирован путем слияния 10-го королевского гусарского и 11-го гусарского полков в 1969 году, а в 1992 году был объединён с 14-м/20-м Его Величества гусарским в Его Величества королевский гусарский полк.

## История
Полк был сформирован в Перхэм-Дауне путем слияния 10-го rоролевского гусарского и 11-го гусарского полков 25 октября 1969 года. Первоначально он базировался в казармах Бхуртпор в лагере Тидворт в составе 5-й пехотной бригады и в течение следующих двух лет направил несколько подразделений на Кипр и несколько подразделений в Северную Ирландию. Он был переведён в 6-ю бронетанковую бригаду и передислоцирован в казармы Атлон в Зеннелагере в июле 1973 года, откуда продолжал перебрасывать подразделения в Северную Ирландию. В апреле 1979 года большая часть полка передислоцировалась в казармы Камбре (Cambrai) в гарнизоне Каттерик, а один эскадрон — в казармы Смутс в Берлине как Берлинский бронетанковый эскадрон.
Полк вошел в состав 7-й бронетанковой бригады и был переведён в казармы Ламсден в Бад-Фаллингбостеле в марте 1981 г. и стал первым подразделением, оснащённым основным боевым танком Challenger 1 в 1983 г. В 1986 г. он направил подразделение в Северную Ирландию для охраны тюрьмы «Лабиринт». В ноябре 1988 года он был переведён в 1-ю пехотную бригаду, базировавшуюся в казармах Бхуртпор в лагере Тидворт, а затем передислоцирован в Западную Германию и вошел в состав 4-й бронетанковой бригады с базой в казармах Суинтон в Мюнстере в декабре 1990 года. Полк был объединён с 14-м/20-м королевским гусарским полком в Его Величества королевский гусарский полк 4 декабря 1992 года.